# Fitness (genetica)
Con fitness, o idoneità, in biologia definisce il successo riproduttivo di un individuo o di un certo genotipo.

## Definizione
Il termine deriva dall'inglese to fit (essere adatto) e viene tradotto con il termine «idoneità», da non confondere con il processo biologico di adattamento. 
La fitness nei modelli di genetica delle popolazioni viene spesso indicata con il carattere {\displaystyle w}.
Quando due o più assortimenti di caratteri ereditari conferiscono ai rispettivi organismi un diverso successo riproduttivo, allora si dice che presentano una fitness diversa.
La fitness si misura per mezzo del successo riproduttivo, cioè dal numero medio dei figli in grado, a loro volta, di riprodursi ; d'altra parte , siccome è solo il fatto che i figli si siano effettivamente riprodotti che dà la misura reale del loro teorico "essere in grado di riprodursi" , la  fitness dovrebbe essere calcolata sul numero di nipoti , o quanto meno tenendo conto anche di essi . Il numero di figli, preso singolarmente, non è quindi rilevante in questo contesto. Ad esempio se così non fosse, si dovrebbe infatti concludere che tutte le trote hanno una fitness elevata solo perché fanno molte uova. Poiché nessun individuo è identico a un altro, anche il suo valore di fitness sarà diverso da quello dei propri simili. Detto in altri termini, nell'ambito di una specie ogni individuo è dotato di capacità riproduttive legate al particolare genotipo di cui è portatore. I processi ereditari non sono, quindi, perfetti proprio perché caratteri diversi conferiscono fitness diverse agli organismi.

## Storia
Il sociologo inglese Herbert Spencer coniò l'espressione sopravvivenza del più idoneo (pensata originariamente nella forma, forse più corretta, di sopravvivenza del più adattato) nel suo lavoro Social Statics del 1851 e venne successivamente utilizzata per descrivere il modello di selezione naturale di Charles Darwin.
Il biologo inglese J.B.S. Haldane fu il primo a quantificare la fitness nei termini della sintesi moderna con il suo lavoro Teoria matematica della selezione naturale e artificiale (Mathematical Theory of Natural and Artificial Selection) del 1924.
Il passo successivo fu l'introduzione del concetto di idoneità inclusiva da parte del biologo inglese W.D. Hamilton nel 1964 con il suo studio su L'evoluzione del comportamento sociale (The Evolution of Social Behavior).
La teoria dell’ "idoneità inclusiva" ha cominciato a ricevere delle critiche dal 2010, alcune delle quali fatte proprie dall'entomologo Edward O. Wilson.

## L'idoneità darwiniana
I cambiamenti nelle frequenze alleliche delle popolazioni, provocate da fenomeni di mutazioni, flusso genico e di deriva,  determinano variazioni nella capacità degli organismi di sopravvivere e riprodursi nell'ambiente in cui vivono. 
Selezione naturale è il nome dato al processo di cambiamento di alcune caratteristiche delle popolazioni a causa della loro interazione con l'ambiente. Elemento centrale della teoria evoluzionistica di Charles Darwin (1859) , la selezione naturale può essere vista come la riproduzione e la sopravvivenza differenziale di varianti geniche alternative.
L'idoneità darwiniana, o idoneità relativa, misura l'efficienza riproduttiva di un genotipo rispetto agli altri. I fattori che contribuiscono alla riproduzione differenziale degli organismi sono tanti, tra cui il tasso di sopravvivenza, la velocità di sviluppo e il successo nell'accoppiamento: tutti questi fattori sono componenti dell'idoneità darwiniana. Quello che però ci interessa è l’idoneità totale e non le varie componenti, anche se spesso l’idoneità viene misurata da queste.
Il concetto di idoneità si applica a una classe di individui con un determinato genotipo che si riferisce alla sopravvivenza e alla riproduzione media di quella classe: l’idoneità è pertanto una conseguenza della relazione tra il genotipo di un organismo e l'ambiente in cui vive; in questo modo si capisce che lo stesso genotipo avrà idoneità diversa in ambienti diversi. Il successo di un organismo dipenderà dall'ambiente; non esistono genotipi dall’idoneità superiore agli altri in tutti gli ambienti.
L'ambiente inoltre è dinamico proprio per via dell'attività dell'organismo stesso ed evolve come risultato di questa attività: l'organismo evolve e nel suo processo di evoluzione si viene a trovare in un ambiente che è la conseguenza diretta della sua evoluzione.
L'ambiente è la causa e l'effetto dell'evoluzione degli organismi e gli organismi sono la causa e l'effetto dell'evoluzione dell'ambiente. La fitness darwiniana è nulla se i portatori del genotipo sono sterili o non si riproducono. L’idoneità di un genotipo è conseguenza degli effetti fenotipici implicati dai geni.
Esempio: una leonessa adulta che procura il cibo per la progenie con grande dispendio di energia, avrà meno probabilità di sopravvivenza rispetto a una leonessa che sfama solo se stessa ma che non assicura la sopravvivenza della sua progenie nel caso in cui quest'ultima non sia in grado di nutrirsi da sola.
Le differenze nell’idoneità sono maggiormente evidenti laddove i genotipi differiscono tra loro per più loci. Una mirata sostituzione allelica a un locus, determina così un effetto circoscritto facilmente individuabile.
L’idoneità (convenzionalmente espressa con W) di un determinato genotipo, è posta in relazione con un altro genotipo, in genere quello con maggior successo riproduttivo, e messa in rapporto in modo che il valore di un parametro considerato sia compreso tra i valori 1 e 0.
La riduzione di idoneità è indicata da (W=1-S) in cui S è il coefficiente di selezione (S=1-W).
Si possono distinguere tre tipi di selezione:
- selezione stabilizzante
- selezione direzionale
- selezione distruttiva.